# Undara-Volcanic-Nationalpark

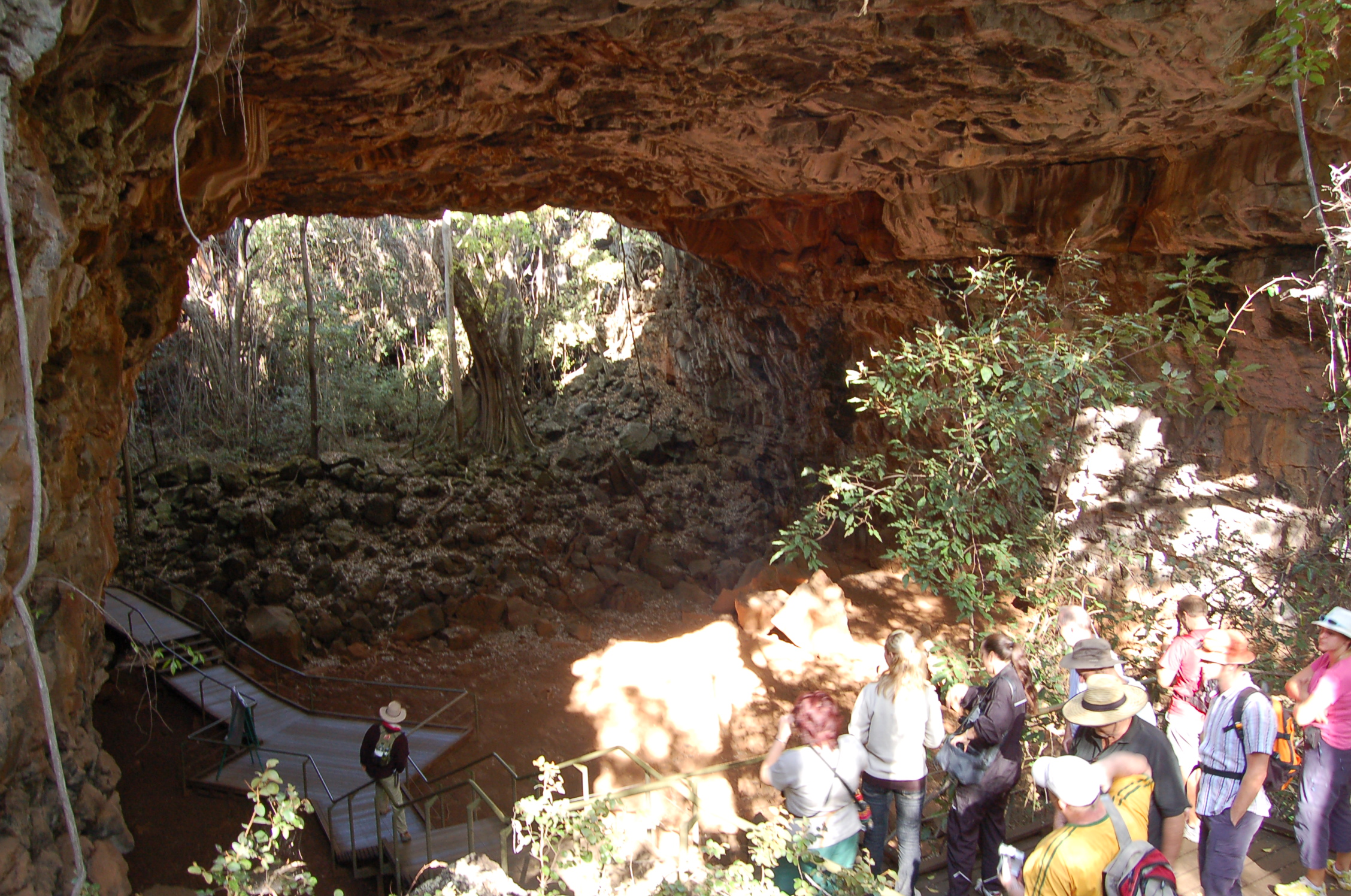
Lavaröhre im Undara-Nationalpark

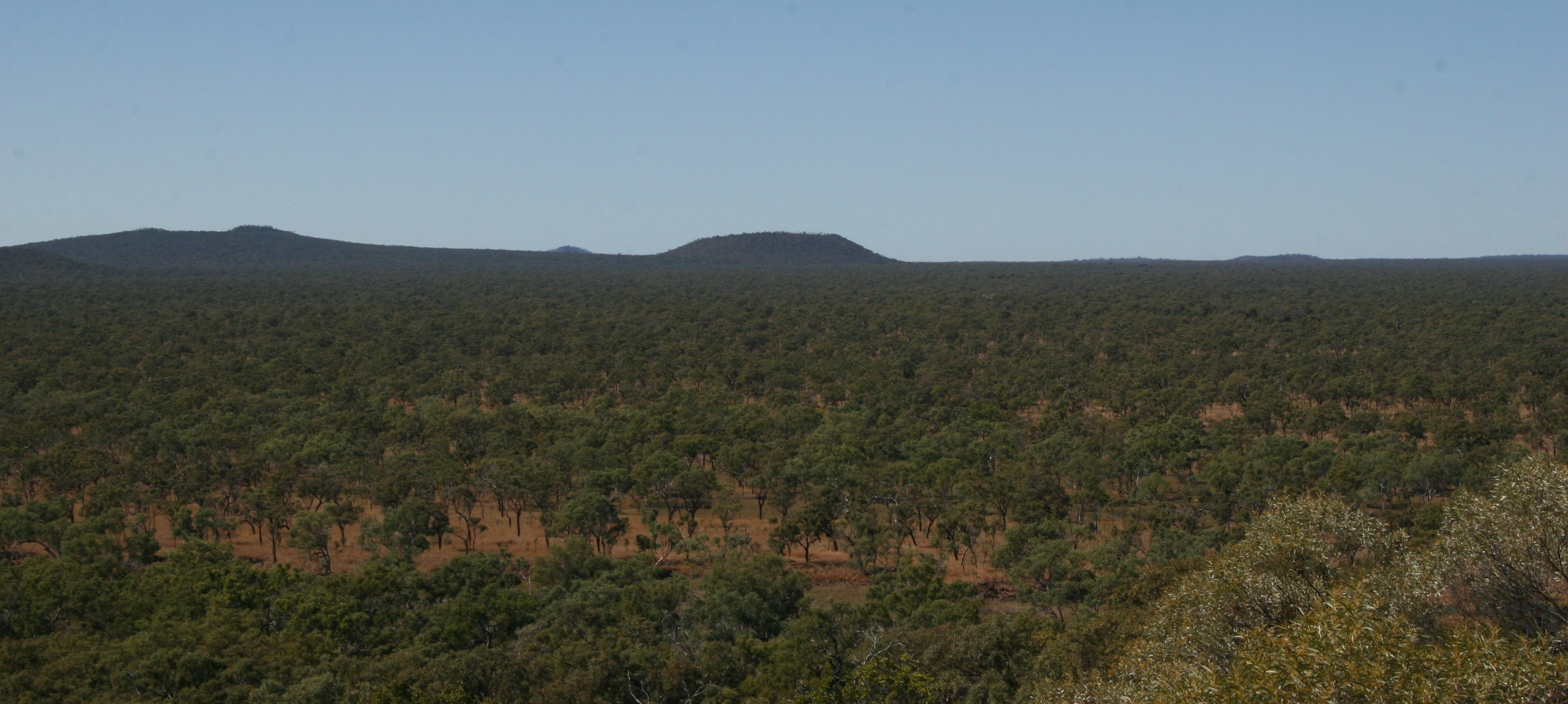
Geländeprofil mit dem Kalkanikrater in der Bildmitte

Der Undara-Volcanic-Nationalpark ist ein Nationalpark in Queensland (Australien) in der McBride Volcanic Province mit einer Fläche von 658 Quadratkilometer, etwa 300 Kilometer südwestlich von Cairns. Der Name Undara stammt von den Aborigines und bedeutet „langer Weg“. In diesem Park befindet sich neben der längsten Lavaröhre von 100 Kilometer der längste Lavafluss mit 160 Kilometern Länge. Etwa mittig liegt der Ort Mount Surprise. Gegründet wurde der Nationalpark im Jahr 1990 auf dem ehemaligen Grund der Rinderzüchterfamilie Collins, die dort seit 1862 ansässig ist und heute das Undara Experience Lodge betreibt.

## Lavaröhren
In diesem Park befindet sich neben einer Lavaröhre von etwa 100 Kilometern Länge, die teilweise eingestürzt ist, ein ausgeprägtes Lavaröhrensystem, das bei einem Ausbruch des Hauptvulkans der McBride-Provinz vor rund 190.000 Jahren entstanden ist.
Der Undara-Vulkan eruptierte 23 Kubikkilometer Lava, die 1550 Quadratkilometer Fläche bedeckt. Seine Lava floss in alle Himmelsrichtungen. Die Hauptmasse des längsten Lavaflusses der Erde floss in Nordwestrichtung entlang des Cassidy Creek (Bach) und Einasleigh River (Fluss) mit 160 Kilometern. Ein anderer Lavafluss, der 90 Kilometer lang ist, erreichte den Lynd River.
Besonders bemerkenswert ist der große Durchmesser der Lavaröhren im Nationalpark von teilweise knapp über 20 Metern und einer maximalen Höhe von 13,5 Metern. Zahlreiche Röhren sind eingestürzt, eine Einbruchstelle ist 900 Meter lang. Die Decke der Undararöhren ist etwa 5 bis 10 Meter dick. Zum Teil sind an den Röhrenwänden Höhenmarken einzelner Lavaflüsse deutlich ablesbar. Der Lavafluss erreichte eine durchschnittliche Dicke von 5 bis 20 Metern und an der Wallsektion den höchsten Wert mit 40 Metern.
Im Undara-Nationalpark sind insgesamt 69 Lavaröhren begehbar, davon werden acht im Rahmen touristischer Maßnahmen in Führungen (2008) begangen und etwa 300 sind eingestürzt. Die längste begehbare Röhre ist etwa einen Kilometer lang. Zahlreiche Fledermäuse und weitere seltene Tiere nutzen die Röhren als Lebensraum.

## Entstehung der Lavaröhren von Undara
Der Undaravulkan ist einer der jüngsten Vulkane dieser Region. Entdeckt wurden die Röhren vor etwa 100 Jahren und das Röhrensystem wurde von J. C. Best und D. A. White Anfang 1960 erkannt. Der obere Undarakraterrand hat einen Durchmesser von 340 Metern und liegt etwa 20 Meter über Geländeniveau. Der Krater ist 48 Meter tief und hat eine innere Neigung von 40°. Die äußere Neigung beträgt 30° im Südwesten und 5° im Nordwesten. Der Krater ist der höchste Punkt der McBride-Provinz mit 1020 Metern über Meereshöhe.
Damit sich Lavaröhren ausbilden, sind mehrere Voraussetzungen wesentlich: eine relativ geringe Neigung des Kraterrands (Schildvulkan) und des anschließenden Geländeprofils und große Mengen von Lava, ferner eine hohe Temperatur von 1175 bis 1220 °C, die die Lava in Undara erreichte, eine Viskosität von 10 bis 30 Pa·s und eine besondere chemische Zusammensetzung der Lava. Kennzeichnend für die Undaralava ist ein Anteil von SiO2 um zirka 50 %, ferner die Anteile von Al2O3-Anteil von etwa 9 %, MgO von 8 %, FeO von rund 8 % und Na2O um 3 %; alle anderen chemischen Anteile liegen unter 3 %. Die Lava von Undara ist chemisch ähnlich zusammengesetzt wie die Lava auf der Insel Hawaii, in der es ebenfalls eine Reihe von Lavaröhren gibt.

Die Lava erstarrt beim Erkalten zu Gestein, zu einem Basalt. Der Basalt dieser Region enthält Pyroxen, Hämatit, Olivin, Magnetit, Plagioklas, Augit und Forsterit.

## Undararegion
In der Undararegion wurden 164 erloschene Vulkan gezählt und unterhalb der Basaltdecke befindet sich rötlich gefärbter Granit, der sobald er an die Oberfläche tritt, starke Verwitterungserscheinungen zeigt.
Das Undara-Lavaröhrensystem teilt sich in vier Sektionen auf:
- Krater-Sektion mit einer Geländeneigung von 1,0 Grad.
- Nordsektion mit einer Geländeneigung von 0,5 Grad und einer Ausdehnung von 28 Kilometern vom Krater.
- Yaramulla-Sektion mit einer Geländeneigung von 0,7 Grad und einer Ausdehnung von 35 Kilometern vom Krater
- Mauersektion mit einer Geländeneigung von 0,7 Grad und einer Ausdehnung von 35 Kilometern vom Krater. Diese Sektion liegt westlich von Mount Surprise und die Dicke des Basalts beträgt dort 40 Meter.

Der Undarakrater und die Yaramulla-Sektion haben Röhren, von denen einige eingestürzt sind. In der Mauersektion wurden keine Röhren bislang entdeckt und in der Nordsektion gibt es einige Einbruchstellen, die auf das Vorhandensein von Röhren hindeuten.
Im Park befindet sich ein Schildvulkan, der Kalkanikrater, der einen nahezu gleichmäßig rundes und gleichförmiges Geländeprofil zeigt.
Unterhalb der Basaltdecke befindet sich rötlich gefärbter Granit (vermutlich 300 Millionen Jahre alt), der sobald er an die Oberfläche tritt, starke Verwitterungserscheinungen zeigt.
Es gibt folgende Flüsse bzw. Bäche in diesem Gebiet, den Einsleigh River, Lynd River, Cassidy Creek, Junktion Creek und den Elisabeth Creek, ferner einen Highway, der unweit am Undarakrater vorbeiführt.

## Undara Experience Lodge
Im Nationalpark gibt es die Undara Experience Lodge. Hier kann man mitten im australischen Outback in restaurierten Eisenbahnwaggons des späten 19. Jahrhunderts logieren oder auf dem Gelände campen. Es gibt ein Restaurant und zu bestimmten Terminen sogar Gesangs- und Opernaufführungen. Es werden zahlreiche geführte Touren und freie Wanderungen mit Ausschilderung angeboten, die auch die lokale Flora, Fauna und Geschichte einschließen. Des Weiteren befindet sich eine Tankstelle auf dem Gelände der Lodge.